# Приск (гладиатор)
Вижте пояснителната страница за други личности с името Приск.
Приск (на латински: Priscus) е роб, който става много известен гладиатор по времето на римските императори Веспасиан и Тит в края на 1 век.
Неговата битка с приятеля му Вер е връхната точна при откриването на игрите по повод откриването на Колизеума през 80 г. Описана е в хвалебствена ода от Марциал (De Spectaculis, XXIX) и е единственото подробно описание на гладиаторска битка, което е оцеляло до наши дни. И двамата гладиатори са обявени за победители в битката и за награда получават свободата си.